# 미즈노 히데코
미즈노 히데코(水野英子, 1939년 10월 29일 ~)는 일본의 여성 만화가이다. 일본에서 최초로 성공한 여성 만화가 중의 한 명이며, 데뷔 전에는 도키와 장에 거주하며 테즈카 오사무의 어시스턴트로 일하였다. 1956년 《아캇케 포니》로 데뷔하였다. 1960년대와 1970년대에 두드러진 활동을 보였으며 1963년 《마가렛》에 《하얀 트로이카》의 연재를 시작하였다.
가장 많이 알려진 작품인 《파이어!》는 소년이 주인공인 최초의 소녀 만화 중에 하나이며 1970년에 쇼가쿠칸 만화상을 수상하였다. 1966년에 《리본》에 발표한 《말괄량이 꽈리》은 애니메이션으로 제작되기도 하였다.

## 같이 보기
- 테즈카 오사무
- 도키와 장